# Treasure Island (Californië)
Treasure Island is een kunstmatig eiland in de Baai van San Francisco en een wijk van San Francisco. Het bevindt zich noordoostelijk van de stad en ten zuiden ligt Yerba Buena Island, waar het door een dijk mee is verbonden. Met de auto is het bereikbaar via de San Francisco-Oakland Bay Bridge tussen San Francisco en Oakland.
Het eiland is aangelegd tussen 1936 en 1937 voor de Golden Gate International Exposition in 1939 en de plek van de wereldtentoonstelling is een California Historical Landmark. Sommige gebouwen staan ook in het National Register of Historic Places en de marinebasis met het bijbehorende vliegveld zijn opgenomen in het Geographic Names Information System.